# Hajime Isayama
諫山 創
Œuvres principales
L'Attaque des Titans 
Hajime Isayama (諫山 創, Isayama Hajime), né le 29 août 1986 à Ōyama au Japon, est un mangaka japonais.

## Biographie
Hajime Isayama est né en 1986 à Ōyama (Ōita) au Japon. Il a commencé à dessiner des mangas lorsqu'il était au lycée Hita Rinko Senior High School. Après avoir obtenu son diplôme, il a continué ses études dans une école professionnelle à Fukuoka.
C'est à ce moment qu'il a dessiné un one shot de L'Attaque des Titans. Au départ, il remet ses travaux à l’éditeur Shūeisha afin d’être publié dans le magazine Weekly Shōnen Jump. Cependant, comme le style est légèrement éloigné de la ligne du magazine, l’éditeur lui demanda de modifier son script, ce qu’il refusa. Il décide alors de proposer ses travaux à Kōdansha pour une publication dans le magazine Weekly Shōnen Magazine. Grâce à ce pilote, il reçoit en juillet 2006 le prix « meilleur travail » au Magazine Grand Prix, et déménage alors à Tokyo a l'âge de vingt ans, pour travailler dans un cybercafé afin de poursuivre une carrière dans le manga. Ce one-shot serait plus tard inclus dans le guide de la série et inclus avec le premier Blu-ray de l'adaptation animée.
L'auteur écrit ensuite deux autres œuvres, Heart Break One et Orz, tout en travaillant comme assistant de Yuki Sato,,.
En septembre 2009, L'Attaque des Titans débute en tant que série dans le magazine Bessatsu Shōnen Magazine publié par Kōdansha,. Le manga connait rapidement le succès, remportant le 35e prix du manga Kōdansha dans la catégorie shōnen en 2011 et ayant reçu une nomination pour le 4e prix annuel Manga Taishō et le 16e et 18e Prix culturel Osamu Tezuka,. Le manga a été adapté en anime, films en prise de vue réelle et jeux vidéo, tandis que plusieurs séries dérivées ont vu le jour sous forme de mangas ou encore light novels.
En 2014, Isayama a été officiellement nommé ambassadeur du tourisme de Hita par le maire de la ville, Keisuke Harada.

## Œuvres
- 2008 : Heart Break One (one-shot)
- 2008 : Orz (one-shot)
- 2009-2021 : L'Attaque des Titans (34 tomes)
- 2025 : Shôwaru Otoko to Ai no Theory (one-shot)[14]

## Prix
- 2011 : Prix du manga Kōdansha dans la catégorie shōnen[9]
- 2014 : Prix Harvey de la meilleure édition américaine d'une œuvre étrangère pour L'Attaque des Titans[15],[16]
- 2014 : Prix Micheluzzi de la meilleure série adaptée d'un manga à l'étranger pour L'Attaque des Titans
- 2023 : Prix spécial de la 50e édition du Festival d'Angoulême[17]

## Expositions
- 2019 : Attack on Titan Final Exhibition au Musée d'Art Mori (Tokyo), puis à Osaka
- 2023 : L'Attaque des Titans. De l'ombre à la lumière lors du Festival d'Angoulême[18]